# 아슈라프 다리
아슈라프 다리(아랍어: أشرف داري, Achraf Dari, 1999년 5월 6일 ~ )는 모로코의 축구 선수로, 현재 벨기에 프로 리그의 샤를루아와 모로코 축구 국가대표팀에서 수비수로 뛰고 있다.

## 국제 경력
다리는 2021년 FIFA 아랍컵에서 모로코 A 국가 축구 대표팀과 사우디 아라비아를 상대로 1-0으로 승리하여 데뷔하였다. 2022년 6월 12일, 바히드 할릴호지치가 다리를 모로코 축구 국가대표팀에 소집하였다. 그는 2023 아프리카 네이션스컵 예선에서 라이베리아와 맞대결한 경기에서 2-0 승리로 데뷔하였다. 이 경기는 모하메드 5세 경기장에서 열렸다.
2022년 9월, 다리는 칠레와 파라과이와의 친선 경기에 참가하기 위해 모로코 국가대표팀에 소집되었다.
2022년 11월 10일, 그는 카타르에서 열리는 2022년 FIFA 월드컵을 위해 모로코의 23인 명단에 이름을 올렸다. 12월 17일, 그는 크로아티아와의 월드컵 3위 결정전에서 국제경기 첫 골을 넣었으나 2-1로 패했다.